# Nagyszilas
Nagyszilas, 1910-ig Szilas (románul: Silagiu vagy Silaj, németül: Silasch) falu Romániában, a Bánátban, Temes megyében.

## Fekvése
Buziásfürdőtől négy kilométerre délre, a köztudat szerint három dombon terül el.

## Története
A helyi legenda szerint szilágysági beköltözők alapították. Neve 1462-ben Zylas, 1554-ben Sılag', 1717-ben Sillage, 1721-ben Syllascha. A török hódoltság alatt elpusztult. 1717-ben 69 házban románok lakták. 1807-től a nagykövéresi uradalom része volt. Az 1840-es években magyar és német szőlőműveseket telepítettek be. 1863–1864-ben ortodox román lakosságának többsége görögkatolikus hitre tért, de a század végéig nagy részük visszatért az ortodox vallásra. 1867-ben magyar tannyelvű római katolikus népiskolát alapítottak benne. Az 1873-as kolerajárvány több mint háromszáz áldozatot követelt.

## Népessége
- 1900-ban 2240 lakosából 2027 volt román, 123 magyar és 82 német anyanyelvű; 1120 ortodox, 908 görögkatolikus és 194 római katolikus vallású.
- 2002-ben 893 lakosából 885 volt román nemzetiségű és 884 ortodox vallású.

## Nevezetességei
- A falu bortermeléséről nevezetes. Az 1840-es évek telepesei szőlőművesek voltak, de Ormós Zsigmondnak már 1825-ben szőlőbirtoka volt a faluban. A filoxéra 1888-ban elpusztította szőlőit, amelyeket 1895-ben telepítettek újra, új fajtákkal. 1919-ben 579 hektár szőlője volt. A szocializmus alatt kis állami borkombinát üzemelt benne. Mára a termelés mértéke megcsappant. Jellemző borfajtái a kékfrankos, a merlot és az olaszrizling.
- Ortodox temploma 1846-ban épült.
- Mai római katolikus templomát a görögkatolikus egyházközség építtette 1872–1873-ban.

## Képek

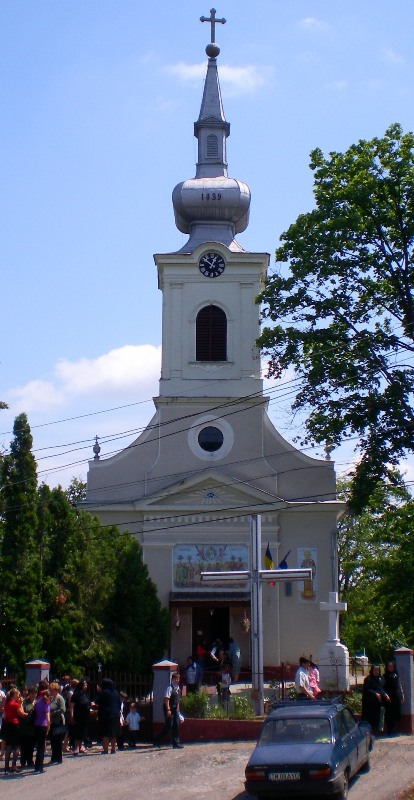
A nagyszilasi ortodox templom